# Herman A. Blumenthal
Herman A. Blumenthal (Los Angeles, 21 de maio de 1916 — Los Angeles, 30 de março de 1986) é um diretor de arte estadunidense. Venceu o Oscar de melhor direção de arte em duas ocasiões: por Cleopatra e Hello, Dolly!.